# Sociedad Española de Hidrología Médica
Sociedad Española de Hidrología Médica es la denominación social de una entidad sin ánimo de lucro de carácter científico-médico constituida en 1877 en España.

## Historia
Bajo el reinado de Fernando VII se dictó el Real Decreto de 29 de junio de 1816 por el que se creaba el Cuerpo de Médicos de Baños. El Reglamento de Baños de 1874 propugnó la creación de un escalafón como forma de unificación legal de los médicos adscritos al citado Cuerpo y una Real Orden de 19 de febrero de 1877 le dio su forma definitiva. Los primeros intentos databan de 1848, seguidos por otros de 1854 y 1861 e, incluso, por la comisión del frustrado Reglamento de 1856. Pero fue bajo el amplio auspicio del Reglamento de 1874, bajo el reinado de Isabel II, cuando los proyectos tomaron forma y el 21 de mayo de 1876 se reunía en Madrid, en el local de la Academia Médico-Quirúrgica Española, un gran grupo de Médicos-Directores de balnearios de España.

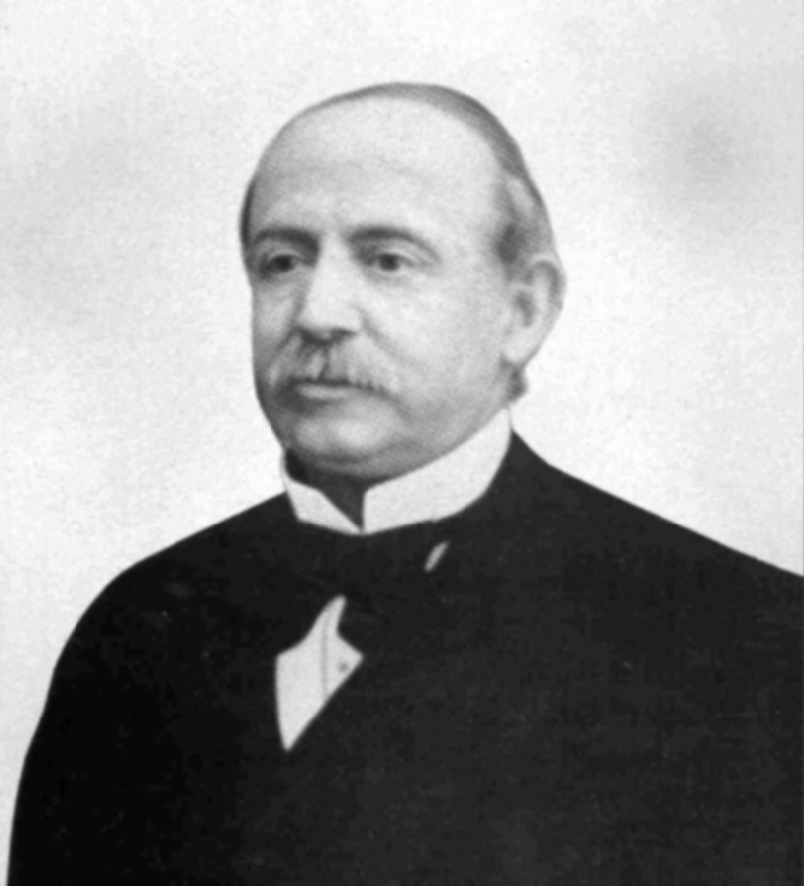
Dr. José Salgado y Guillermo (1811 - 1890).

Figuras tan significativas como José Salgado y Guillermo, Anastasio García López, Benigno Villafranca, José Hernández Silva, Mariano Lucientes, Luis Góngora y José Valenzuela y Márquez intervinieron en la creación de la junta provisional, germen de la Sociedad Española de Hidrología Médica, encargándose de redactar un reglamento y sentar las bases para la creación de una publicación que serían los Anales de la Sociedad Española de Hidrología Médica.
Tras la temporada de baños de 1877 se reanudaron las reuniones en las que se constituyó la primera Junta Directiva, de la que fue secretario general Benigno Villafranca y presidente José Salgado. El día 23 de febrero de 1877, una Real Orden concedía la autorización para la creación de la Sociedad Española de Hidrología Médica, inaugurada oficialmente tres días más tarde con la presidencia de honor del director general de Beneficencia y Sanidad.
Al concluir el siglo XIX desaparecían por primera vez los Anales, dejaba de publicarse el Anuario Oficial de las Aguas Minerales de España y se perdían los locales de la sociedad. No obstante la sociedad continuó su labor y los Anales volvieron a publicarse hasta 1936, momento en que la actividad de la sociedad se paralizó por la guerra civil española (1936 - 1939).
En el año 1940 volvieron a reunirse antiguos miembros de la sociedad, fusionados con la Agrupación de Médicos Hidrólogos, bajo la presidencia de Víctor María Cortezo y Collantes. Entre los años 1950 y 1953, el entonces secretario general de la sociedad (y posterior presidente, tras la marcha de Cortezo en 1957), Juan de Dios García Ayuso, dirigió una publicación, el Boletín Español de Hidrología Médica y Climatología, suplemento de la revista Domus Medici.
Las desavenencias existentes con la Cátedra de Hidrología Médica, creada por Real Decreto de 5 de enero de 1912, bifurcaron los caminos de la clínica y la docencia, hasta la presidencia de Manuel Armijo Valenzuela en 1962, promotor del Boletín de la Sociedad Española de Hidrología Médica (1962 - 1964) y catedrático de la disciplina desde 1963. A partir de este año (1962) los Anales pasarán a llamarse Boletín de la Sociedad Española de Hidrología Médica, el cual continúa publicándose.

## Estructura y fines
La sociedad está regida por una Junta Directiva que está formada por una presidencia, una vicepresidencia, una secretaría general y una tesorería además de ocho vocalías. Los cargos principales en 2010 los ocupan los doctores Juan Carlos San José Rodríguez (presidente), Juan Andrés Barroso Fernández (vicepresidente), María Ángeles Ceballos Hernansanz (secretaria general) y Miguel Ángel Colomer Rodríguez (tesorero).
La entidad está inscrita en el Registro Nacional de Asociaciones, dependiente del Ministerio del Interior, con el número 4490, estando clasificada como asociación de profesionales de la sanidad. 
De acuerdo con sus estatutos su finalidad primordial es «el fomento del estudio de la Hidrología Médica y el impulso de la cura balnearia, alentando la enseñanza y su aplicación práctica en Medicina, la investigación, los aspectos sociales y de organización de las instalaciones balnearias; así como el procurar el mayor prestigio, difusión, amplitud y eficacia de los servicios de la Hidrología Médica Española».
Pertenece como miembro a la International Society of Medical Hydrology and Climatology y a la Federación de Asociaciones Científico Médicas Españolas.